# Sokoły-Jaźwiny
Sokoły-Jaźwiny – wieś w Polsce położona w województwie podlaskim, w powiecie wysokomazowieckim, w gminie Wysokie Mazowieckie.
W latach 1975–1998 miejscowość administracyjnie należała do województwa łomżyńskiego.
Wierni kościoła rzymskokatolickiego należą do parafii  Wniebowzięcia NMP w Sokołach.

## Historia
Według Glogera wieś wymieniona w dokumentach sądowych Ziemi bielskiej z roku 1471. Inne źródło podaje, że Jażwiny powstały dopiero w XVIII w. na ziemi zamieszkałej przez ród Sokołowskich herbu Lilia, czyli Gozdawa. Jedna z wsi okolicy szlacheckiej Sokoły w Ziemi bielskiej, mianowicie: Sokoły Kościelne, Sokoły Ruś Stara, Sokoły Ruś Nowa, Sokoły Nowosiołki.
W 1793 r. Antoni, syn Marcina sprzedał Faszczewskiemu swoją część na Kalinowie Nowym i Starym, Sokołach i Jaźwinach.
Pod koniec wieku XIX miejscowość drobnoszlachecka w Powiecie mazowieckim, gmina i parafia Sokoły. W 1891 r. w Jaźwinach było 12 gospodarstw na 62 ha. ziemi. Średnie gospodarstwo liczyło 5,1 ha.
W roku 1921 naliczono tu 11 budynków z przeznaczeniem mieszkalnym oraz 65 mieszkańców (35 mężczyzn i 30 kobiet). Wszyscy podali narodowość polską i wyznanie rzymskokatolickie.
Od 1954 r. miejscowość należała do gromady Ruś Stara. W 1973 r. została włączona do gminy Wysokie Mazowieckie.